# Marele Deșert din Iran și Afganistan

 Deșertul vedere aeriană

Gurile de vărsare ale unui Qanat
Marele Deșert din Iran și Afganistan (Dasht-e Lut și Dasht-e Kavir) este situat pe podișul Iranian și în Afganistan. El este amplasat pe tropicul racului în estul Iranului, fiind sub influența alizeelor, clima aridă fiind accentuată de munții care formează un paravan de oprire a ploilor.

## Lut
Dasht-e Lut are o suprafață de  166.000 km², fiind situat la sud-vest de munții Zagros (4.550 m) într-o regiune de podiș; este cel mai mare deșert din Iran. La nord se află deșertul Kavir, care după mărime este pe locul al doilea în Iran. Această așezare a deșertului face ca clima să fie deosebit de uscată cu o cantitate de precipitații de 50 mm/an și temperaturi ce ating vara 70,7 °C, fiind unul dintre locurile cele mai fierbinți din lume. Pe când în sud-vest este o regiune supusă intens erozunii, în sud-est sunt dune de nisip ce ating  200 m înălțime. Regiunea de deșert este în cea mai mare parte nelocuită, în partea de putând fi întâlniți vara nomazi care iarna se deplasează în direcția Golfului Persic.

## Kavir
Dasht-e Kavir este numele deșertului sărat situat și el pe podișul iranian la nord de Lut. El se află într-o depresiune înaltă între munții Zagros, care se află la sud și la nord munții Elburs (5.671 m). La fel ca și Lut, și aici domnește o climă aridă, neprietenoasă, accentuată de depunerile de sare. 

## Qanate
Qanate se află la marginea de sud a deșerturilor Lut și Kavir. Aici se află oaze numeroase, cu fântâni (canale orizontale)  numite „qanat”, apa provenind din precipitațiile căzute în munți. În regiune se află ca. 22.000 de qanate. Acest sistem de obținere a apei s-a extins până în China.

## Afganistan
Deșertul se întinde în tot sudul Afganistanului, în regiunea centrală muntoasă și în nordul Afganistanului, unde  cantitatea de precipitații este mai mare ca în sud, care este zonă aridă. Râul Hilmend (1.125 km) desparte în două regiunea de deșert. Partea de est a deșertului este „Rigestan” (deșert nisipos), care are vegetație săracă, și ocupă o suprafață de 25.000 km². La vest de râu se află „Dasht-e Margoh”, un deșert cu pietriș și argilă, pe alocuri cu depuneri de sare.